# Carolinaberg

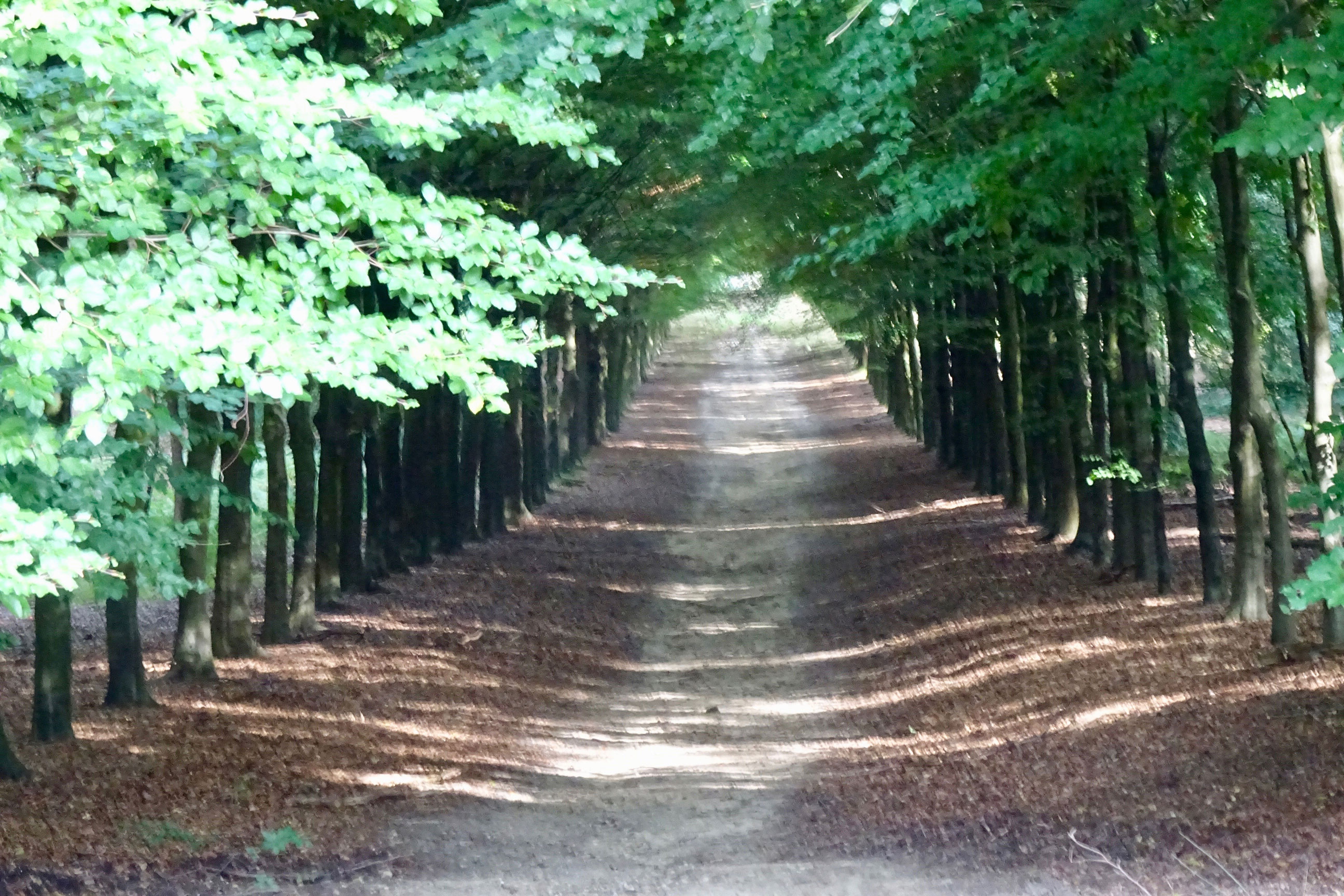
Eén van de dertien wegen vanaf de top van de Carolinaberg

De Carolinaberg is een heuvel, van circa 50 meter hoog, gelegen in het Hof te Dieren in de Nederlandse gemeente Rheden.
De Carolinaberg en de 1350 meter westelijker gelegen Prins Willemberg zijn onderdeel van de historische tuin- en parkaanleg van het Hof te Dieren. Beide heuvels zijn genoemd naar kinderen van stadhouder Willem IV en Anna van Hannover. De kaarsrechte Koningsweg vormt de verbinding tussen beide heuvels. Het totale complex van het Hof te Dieren is aangewezen als rijksmonument.
Vanaf de top van de Carolinaberg lopen dertien lanen - oorspronkelijk veertien lanen - in alle richtingen naar beneden. Van bovenaf laat dat een stervormig patroon zien. De Carolinaberg vormt het middelpunt van een daaromheen gelegen sterrenbos. Oorspronkelijk stond op de top van de Carolinaberg een linde met bank. De linde is vervangen door een rode beuk.
De heuvel was oorspronkelijk ingericht voor de drijfjacht. Het gebied tussen de lanen was beplant met hakhout. Drijvers joegen het wild op dat vanaf de heuvel in de vlucht werd afgeschoten.

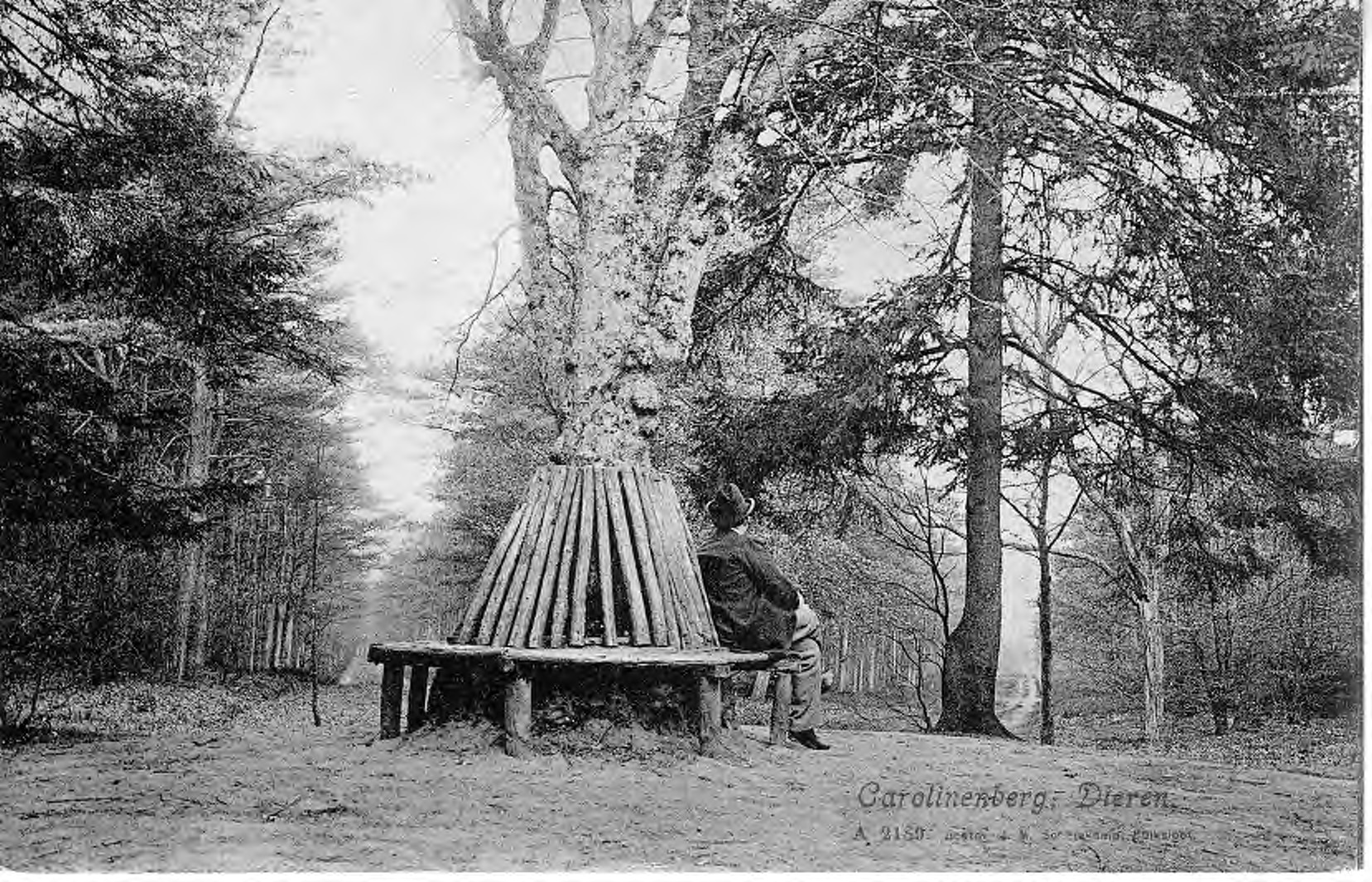
Lindeboom op de top van de Carolinaberg omstreeks 1900/1910
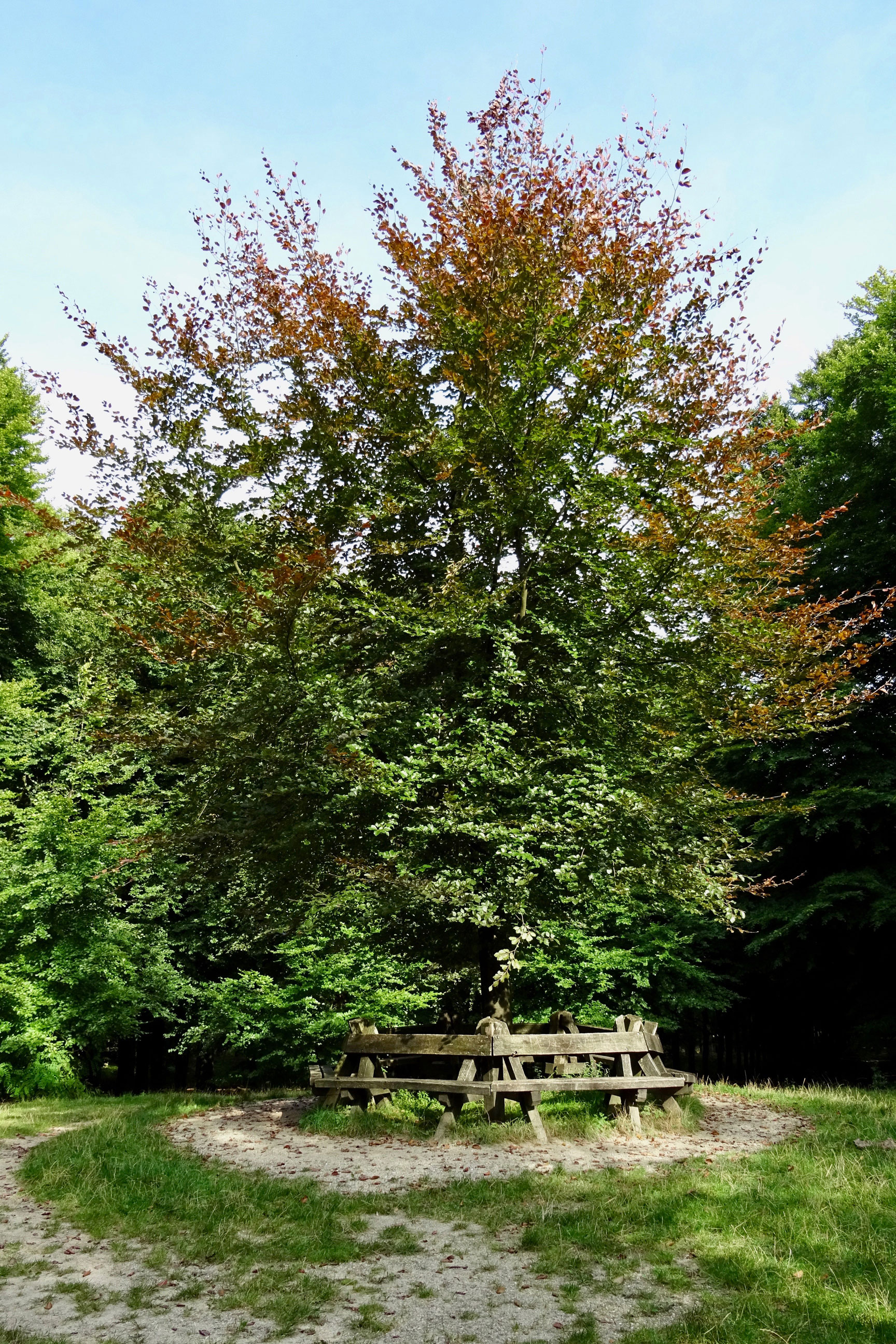
Beukenboom op de top van de Carolinaberg anno 2017